# Schwefelmonoxid
Schwefelmonoxid ist eine anorganische chemische Verbindung des Schwefels aus der Gruppe der Oxide.

## Gewinnung und Darstellung
Schwefelmonoxid kann durch Reaktion von Schwefel mit Schwefeldioxid in einer elektrischen Entladung gewonnen werden.
{\displaystyle \mathrm {S+SO_{2}\longrightarrow 2\ SO} }
Ebenfalls möglich ist die Darstellung durch Verbrennen von Schwefel in reinem Sauerstoff bei vermindertem Druck.
{\displaystyle \mathrm {2S+O_{2}\longrightarrow 2\ SO} }

## Eigenschaften
Schwefelmonoxid ist ein farbloses, unbeständiges Gas. Es ist nur bei geringen Drücken (< 1 mbar) beständig. Bei höheren Drücken bzw. beim Kondensieren mit flüssiger Luft entstehen orangerote bis kirschrote plastische Produkte, die beim Erwärmen unter Schwefeldioxid-Abspaltung zu gelben Polyschwefeloxiden disproportionieren.
{\displaystyle (n+x)\;\mathrm {SO} \longrightarrow \mathrm {S} _{n}\mathrm {O} _{n-x}+x\;\mathrm {SO} _{2}}
Schwefelmonoxid ist ein hochreaktives Molekül, das wie Sauerstoff in einem Triplett-Grundzustand vorliegt.